# مارک بارگیه‌ئوفسکی
مارک بارگیه‌ئوفسکی (لهستانی: Marek Bargiełowski؛ ‏۱۱ سپتامبر ۱۹۴۲–۲۳ مارس ۲۰۱۶) بازیگر، صداپیشه و کارگردان نمایش اهل لهستان و رئیس اتحادیه کارگری بازیگران آن کشور بود.
وی در ستاراخوویتسه زاده شد و در همان‌جا به «دبیرستان تادئوش کوشچیوشکو» رفت. برادر بزرگش دانیل بارگیه‌ئوفسکی کارگردان بود. وی پس از دبیرستان یک دورهٔ آموزشی دو سالهٔ تربیت معلم را در رشتهٔ «مطالعات لهستان» به پایان رساند. سپس به آکادمی ملی هنرهای نمایشی الکساندر زلوروویچ در ورشو رفت و در سال ۱۹۶۷ از آنجا فارغ‌التحصیل شد. استادان او در این مرکز آموزشی عبارت بودند از: الکساندر باردینی، ریشاردا خانین، زوفیا مروزوفسکا، یان شفیدرسکی و زبیگنیف زاپاشیه‌ویچ. از هم‌دوره‌ای‌های او در این مرکز می‌توان به یژی زلنیک، دانیل اولبریخسکی و ویتولد دنبیتسکی اشاره کرد.
از فیلم‌ها یا مجموعه‌های تلویزیونی که وی در آن‌ها نقش داشته است، می‌توان به درست آن سوی این جنگل، صفر-هفت، به‌گوشم، رانندگان جایگزین، سال‌های شیرین، جادوگر، در خیابان سپولنی، عشق اول، ع چون عشق، در خوشی و سختی، دوران افتخار، دهن‌به‌دهن، قانون حقیقی، ازدواج مصلحتی، گهواره، داستان گناه، وقتی منو بگیری باهام چکار می‌کنی؟، سالی از خورشید خاموش، داستان ملال‌انگیز، قمار فوتبال و کورچاک اشاره نمود.
وی بابت خدمات فرهنگی-هنری‌اش برندهٔ مدال نقرهٔ گلوریا آرتیس (۲۰۰۸) و صلیب طلایی شایستگی لهستان (۱۹۸۷) شد.